# Federação de Futebol da Samoa Americana
A Federação da Samoa Americana de Futebol (em inglês:  Football Federation American Samoa, ou FFAS; em samoano:  Soka Kamupani Amerika Sāmoa) é o órgão dirigente do futebol na Samoa Americana. Ela é a responsável pela organização dos campeonatos disputados no país, bem como da Seleção Nacional masculina e feminina.